# Spiroplectammina
Spiroplectammina es un género de foraminífero bentónico de la subfamilia Spiroplectammininae, de la familia Spiroplectamminidae, de la superfamilia Spiroplectamminoidea, del suborden Spiroplectamminina y del orden Lituolida. Su especie tipo es Textularia agglutinans. Su rango cronoestratigráfico abarca desde el Carbonífero hasta la Actualidad.

## Discusión
Clasificaciones previas incluían Spiroplectammina en el suborden Textulariina del Orden Textulariida, o en el orden Lituolida sin diferenciar el suborden Spiroplectamminina.

## Clasificación
Se han descrito numerosas especies de Spiroplectammina. Entre las especies más interesantes o más conocidas destacan:
- Spiroplectammina agglutinans
- Spiroplectammina dentata
- Spiroplectammina piripaua
- Spiroplectammina semicomplanata
- Spiroplectammina steinekei

Un listado completo de las especies descritas en el género Spiroplectammina puede verse en el siguiente anexo.